# Diaphorus abruptus
Diaphorus abruptus är en tvåvingeart som beskrevs av Van Duzee 1931. Diaphorus abruptus ingår i släktet Diaphorus och familjen styltflugor.
Artens utbredningsområde är Honduras. Inga underarter finns listade i Catalogue of Life.